# Bright Size Life

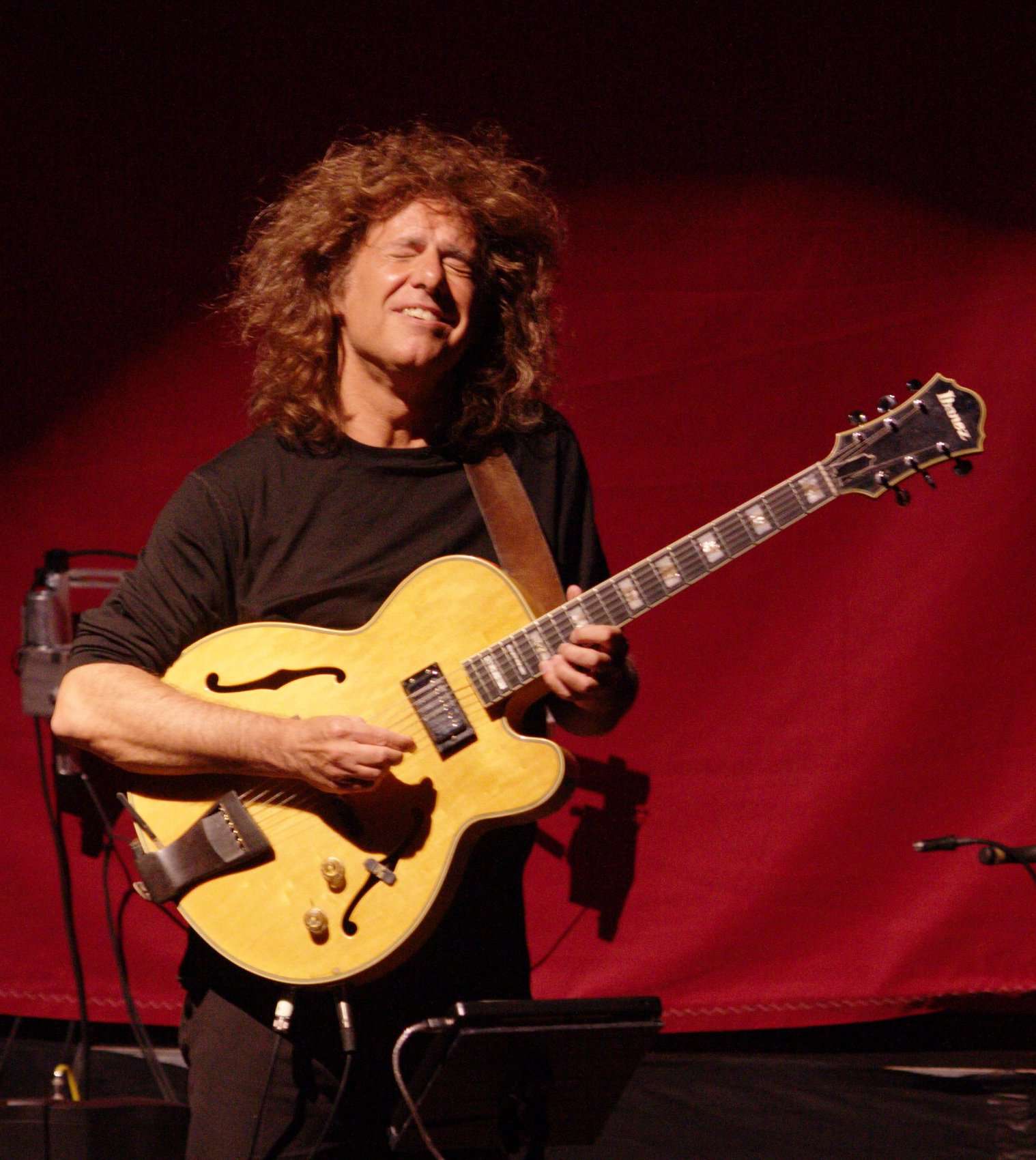
Pat Metheny (2010)

Bright Size Life ist das Debütalbum des US-amerikanischen Jazzgitarristen Pat Metheny, das er im Trio mit dem Bassisten Jaco Pastorius und dem Schlagzeuger Bob Moses aufnahm.

## Album
Das Album wurde im Dezember 1975 im Tonstudio Bauer in Ludwigsburg aufgenommen und 1976 bei ECM Records veröffentlicht. Pat Metheny, der für Joachim-Ernst Behrendt und Günther Huesmann „ein Zauberer der Melodie“ ist, war bei der Veröffentlichung seines Debütalbums 21 Jahre alt. Er hatte bis dahin bereits bei drei Alben als Sideman mitgewirkt, 1974 mit Jaco Pastorius, Bruce Ditmas und Paul Bley in einem gemeinsamen Album beim Label Improvising Artists, ebenfalls 1974 beim Album Ring des Gary Burton Quintet mit Eberhard Weber (ECM 1051) und 1975 beim Album Dreams So Real des Gary Burton Quintet (ECM 1072, 1975). Jaco Pastorius, den Bassisten von Bright Size Life, kannte Metheny bereits aus seiner Studienzeit an der University of Miami und Bob Moses, den Schlagzeuger des Albums, hatte er beim Gary Burton Quintet kennengelernt.
Für den Sammelband Jazz-Klassiker strahlt „das Album … vom ersten Ton an so etwas wie empfindsamen Optimismus aus – Spielfreude gepaart mit Sensibilität, Frische, etwas Erzählerisches und bei aller spielerischen Finesse und Komplexität des Materials eine ausgesprochen einnehmende Unschuld. Vieles davon schwingt auch im Titel der Platte mit: Leben, in hellem Format, im großen Licht. Nach und neben all den von Rassendiskriminierung, Alkohol und Drogen gepeinigten dunklen Heroen des Jazz verkörperte Pat Metheny, dieser strahlende, strahlend begabte Gitarrist … Mitte der siebziger Jahre des 20. Jahrhunderts … einen Jazzmusiker neuen Typs.“
In einem Interview in der Zeitschrift Guitar Extra! aus dem Jahr 1990 sprach Pat Metheny über die musikalischen Einflüsse von Bright Size Life, die zu dem einzigartigen Sound des Albums geführt haben:

“To me, Jim Hall was really the father, not just for me, but for almost all the other young guitar players, including John Scofield, Bill Frisell, John Abercrombie, Mick Goodrick. All of us are very, very much descendants of things that he discovered … And also Wes (Montgomery’s) thing had a very, very strong effect on me in terms of melodic continuity.”

„Für mich war Jim Hall wirklich der Vater, nicht nur für mich, sondern für fast alle anderen jungen Gitarristen, darunter John Scofield, Bill Frisell, John Abercrombie, Mick Goodrick. Alle von uns sind in starkem Maße Nachkommen von Dingen, die er entdeckt hat … Und auch das Spiel von Wes (Montgomery) hatte eine sehr, sehr starke Wirkung auf mich in Bezug auf die melodische Kontinuität.“

Außerdem kommentierte er die anfänglich gedämpfte Rezeption des Albums und seine persönlichen Empfindungen nach der Aufnahme:

“At the time that record came out, it didn’t get all that much attention. It got kind of mixed reviews. I have a different perspective on it now than I did then, because, to tell you the truth, after we did Bright Size Life I couldn’t listen to it for about seven years. I thought it was terrible. It went OK, and it was fun, and Jaco was really wild; it was the first time he’d been to Europe, and he was really a high energy kind of guy, so it was exciting, but I remember the whole time feeling like, ‘I can play better than this.’ And it was like every jazz record, done very fast, like in one day. From my perspective now, 15 years later, that’s probably one of the best records I’ve ever made.”

„Zu der Zeit, als die Platte herauskam, bekam sie nicht so viel Aufmerksamkeit. Es gab irgendwie gemischte Kritiken. Ich habe heute einen anderen Blick darauf als damals, weil, um die Wahrheit zu sagen, nachdem wir Bright Size Life gemacht hatten, konnte ich das Album für etwa sieben Jahre nicht hören. Ich dachte, es sei schrecklich. Es ging gut, und es war lustig, und Jaco war wirklich wild. Es war das erste Mal, dass er in Europa gewesen war und er strotzte vor Energie, es war aufregend, aber ich erinnere mich, die ganze Zeit gefühlt zu haben: ‚Ich kann besser spielen als das.‘ Es war wie bei jedem Jazz-Album, das sehr schnell gemacht wurde, fast an einem Tag. Aus meiner heutigen Perspektive, 15 Jahre später, ist es wahrscheinlich eine der besten Platten, die ich je gemacht habe.“

2011 wurde Bright Size Life, der erste Song des Albums, in die Jazz-Anthologie Jazz: The Smithsonian Anthology aufgenommen.

## Titelliste
Alle Musikstücke wurden von Pat Metheny komponiert, sofern nicht anders angegeben.
1. Bright Size Life – 4:45
2. Sirabhorn – 5:27
3. Unity Village – 3:38
4. Missouri Uncompromised – 4:13
5. Midwestern Nights Dream – 6:00
6. Unquity Road – 3:36
7. Omaha Celebration – 4:17
8. Round Trip / Broadway Blues (Ornette Coleman) – 4:58

## Mitwirkende
Musiker und ihre Instrumente
- Pat Metheny – 6-saitige Gitarre, elektrische 12-saitige Gitarre
- Jaco Pastorius – E-Bass
- Bob Moses – Schlagzeug[1]

Produktionsstab
- Manfred Eicher – Produzent[1]
- Martin Wieland – Toningenieur
- Gary Burton – Liner Notes (21. Dezember 1975)
- Dieter Bonhorst – Layout
- Roberto Masotti – Fotografie (Back Cover)
- Rainer Kiedrowski – Fotografie (Cover)

## Rezeption
Für den Gitarristen Martin Taylor war Bright Size Life „ein Wendepunkt im Jazz. Metheny brachte den Jazz in eine Richtung, die niemand bisher kannte. Er ist ein wahrer Visionär und zweifellos einer der bedeutendsten Persönlichkeiten der Musik.“ Richard S. Ginell vergibt in seiner Rezension für Allmusic 4,5 von 5 Sternen und meint: „Pat Methenys Debüt-Studioalbum ist ein Gutes, ein Zusammenspiel im Trio, das bereits seinen unverwechselbaren flaumigen, leicht zurückgenommenen Ton und seine asymmetrische Phrasierung zeigt, die ihm in der Zukunft gute Dienste leisten sollten. Sein Ausgangsmaterial, jedes davon ist schön, lässt seine Erziehung im Mittleren Westen spüren mit Titeln wie Missouri Uncompromised, Midwestern Nights Dream und Omaha Celebration. Es gibt auch einen Vorboten von radikalerer Art … durch die Einbeziehung einer lose gegliederten Behandlung von Ornette Colemans Round Trip / Broadway Blues, was beweist, dass Song X nicht ganz aus dem Blauen heraus entstanden ist.“ The Rolling Stone Jazz Record Guide vergibt 4,5 von 5 Sternen und findet: „Bright Size Life ist ein erstaunlich frühreifes Debüt.“ N. Freitag meint in der Zeitschrift Audio: „Eine vorzüglich aufgenommene Filigranarbeit, die neben luftig perlenden Gitarrenlinien mit kräftig rockenden und swingenden Rhythmen aufwartet.“ Und Electricbass.ch schreiben: „Das Debutalbum von Pat Metheny Bright Size Life ist mittlerweile Jazzgeschichte und für alle, die Pat, Bob Moses und besonders Jaco mögen und schätzen, ein Genuss. Bright Size Life ist nicht nur Pat Methenys Debüt, sondern auch eine der ersten Produktionen (oder die erste überhaupt), auf der der legendäre Bassist Jaco Pastorius mitgewirkt hat. … Es ist sehr angenehme Musik, ruhig, gefühlvoll, melodiös, mit Klanglandschaften und Pat als Klangmaler.“